# Ioan Nicola
Ioan Nicola (n. secolul al XX-lea – d. secolul al XX-lea) a fost un pilot român de aviație, as al Aviației Române din cel de-al Doilea Război Mondial.
Adjutantul stagiar (r.) Ioan Nicola a fost decorat cu Ordinul „Virtutea Aeronautică” de Război cu spade, clasa Crucea de Aur (28 noiembrie 1941) - cu următoarea justificare: „A executat 51 misiuni de războiu. În atacurile contra aglomerărilor de trupe și A. c. A. inamic, a dovedit mult curaj și spirit de luptător. A executat numeroase misiuni de protecția aviației de observație” -, clasa Crucea de Aur cu o baretă (16 februarie 1944) „pentru eroismul dovedit în lupta aeriană dela 1 August 1943, contra bombardierelor americane, reușind să doboare un avion inamic. Fiind lovit în planul stâng al avionului a fost forțat a se înapoia la teren” și clasa Crucea de Aur cu 2 barete (6 octombrie 1944).
A fost înaintat în 1944 la gradul de adjutant aviator.

## Decorații
- Ordinul „Virtutea Aeronautică” de Război cu spade, clasa Crucea de Aur (28 noiembrie 1941)[1]
- Ordinul „Virtutea Aeronautică” cu spade, clasa Crucea de aur cu o baretă (16 februarie 1944)[2]
- Ordinul „Virtutea Aeronautică” cu spade, clasa Crucea de Aur cu 2 barete (6 octombrie 1944)[3]